# Pseudotaeniotes mimus
Pseudotaeniotes mimus är en skalbaggsart som först beskrevs av Dillon 1943.  Pseudotaeniotes mimus ingår i släktet Pseudotaeniotes och familjen långhorningar. Inga underarter finns listade i Catalogue of Life.